# 松林博己
松林 博己（まつばやし ひろき、1962年1月22日- ）は、日本の官僚。
在オランダ日本国大使館一等書記官（政務班）、総務省広報室長（麻生太郎総務大臣）、同自治行政局行政体制整備室長、経済産業省大臣官房参事官（模倣品対策・通商担当）、行政改革本部事務局総括参事官、内閣府北方対策本部審議官などを歴任した。

## 経歴
1962年、福岡県出身。
1986年、東北大学法学部卒業。
同年、総務庁（当時）入庁。人事局において国鉄職員受入推進調整、行政監察局において金融制度規制改革・在外公館業務監察、第三次臨時行政改革推進審議会事務局において総括・特殊法人改革等を担当。
1995年、内閣官房内閣外政審議室総括参事官補。
1997年より外務省（在オランダ日本国大使館）において「オランダ対日戦争被害者問題」、「日蘭修好400周年に伴う天皇皇后両陛下ご訪蘭」を担当。
2002年、総務省信書便準備室長として郵便業務への民間参入（小泉内閣）。
2004年、麻生太郎総務大臣（当時）の下で広報室長。
2005年、行政体制整備室長として地方行政改革プラン。
2006年、経済産業省大臣官房参事官として知的財産権保護に係る日中交渉や模倣品取締条約交渉。
2007年、行政改革本部事務局総括参事官として本部の人事、国会、会計。
2008年、総務省行政評価局政策評価官兼客観性担保行政評価監視官。
2010年、総務省統計局統計調査部経済統計課長。
2010年、内閣府参事官（青年国際交流担当）。
2011年、内閣府総括参事官（共生社会政策担当）。
2013年、内閣官房内閣参事官（内閣広報室総括）。
2013年、内閣府大臣官房政策評価広報課長。
2014年、内閣府総括参事官として沖縄政策。
2018年、内閣府北方対策本部審議官として北方領土問題。
学術関連では、2016年に沖縄科学技術大学院大学監事、2017年に日本学術会議事務局次長を務めている。

## 人物
趣味はテニスとワイン。異業種交流の月例ワイン会を2000年より主宰・継続している。

## 講演・講義
- 2006年

中核市東京事務所長会議 第2回所長研修会 講演「地方行政改革の現状と課題」
東京商工会議所 第5回政治・行政改革推進委員会 講演「地方行政改革の現状と課題」
第1回市町村議会議員特別研修 講演「地方行政改革の現状と課題」
知的財産権に関する日中2国間シンポジウム パネリスト
第25回上海IPG（Intellectual Property Group）会合
講演「経済産業省　模倣品対策・通商室の活動状況」
- 2007年

江蘇省TSB×上海IPGブランド保護連携フォーラム設立記念総会
日本政府代表講話「日本国における模倣品対策」
テレビ単独インタビュー（ブルームバーグ）「模倣品の国際化に対応した各国との連携強化」
名城大学法科大学院 教育シンポジウム 基調講演「模倣品・海賊版問題の現状と対策」
- 2008年

早稲田大学大学院 公共経営研究科 講演「広報室長の経験からみた行政広報の役割と課題」
- 2009年

東京大学公共政策大学院 講演「国における政策評価の現状と課題」
- 2019年

日蓮宗布教研修所 第58回指導者育成研修 講話「人と社会を見つめて」

## 著作
- 「オランダ不思議発見伝」（月刊「ESTRELA」1998年4月号）[3]
- 「地域振興への情熱」（月刊「地方自治」2006年7月号）[4]
- 「国家公務員制度改革基本法の概要」（月刊「会計と監査」2008年8月号）[5]
- 「人生の宝物」（公益法人結核予防会「島尾忠男先生卒寿記念誌」2014年）[6]